# Alfredo Alcaín
Alfredo Alcaín   (Madrid, 1936) és un  pintor espanyol
Va néixer a Madrid el 1936. Els seus estudis artístiques arrenquen a l'Escola de Belles Arts de San Fernando de Madrid en el període de 1953 a 1958, continuant amb estudis de Gravat i Litografia a l'Escola Nacional d'Arts Gràfiques i de Decoració Cinematogràfica a l'Escola Nacional de Cinematografia de Madrid entre 1961 i 1964.
L'estil de la seva obra s'emmarca dins d'un llenguatge molt proper al Pop Art, que segueix al llarg de tota la seva trajectòria. Però el model americà és transformat per Alcaín en buscar infondre a les seves creacions un caràcter marcadament purista i popular. Utilitza una gran diversitat de suports i tècniques que van des del cartell, collage i fins i tot el brodat. La seva obra està present a col·leccions i museus com el Cercle de Belles Arts de Madrid, Museu d'Art Contemporani de Sevilla, Museu del Gravat de Buenos Aires, Museu Internacional Salvador Allende de Santiago de Xile, Museu municipal de Madrid, Biblioteca Nacional d'Espanya a Madrid, Museu de Belles Arts de Bilbao o Museu Nacional Centre d'Art Reina Sofia de Madrid. També ha fet exposicions individuals a nombrosos museus i galeries privades arreu de l'estat espanyol.
El 2003 se li concedeix el  Premi Nacional d'Arts Plàstiques.